# Здание Министерства автомобильных дорог Грузинской ССР
Здание Министерства автомобильных дорог Грузинской ССР (груз. საქართველოს საავტომობილო გზების სამინისტროს შენობა) построено в 1975 году в Тбилиси на улице Юрия Гагарина по проекту архитекторов Георгия Чахавы и Зураба Джалагании. В настоящее время принадлежит Банку Грузии и используется им как офисное здание.

## История
В момент проектирования здания министерства Георгий Чахава был заместителем министра автомобильных дорог и, таким образом, был одновременно ответственным представителем заказчика застройки и ведущим архитектором. Он сам выбрал место. Заказ непосредственно предоставлялся государством, без конкурса. Здание было одним из немногих индивидуально спроектированных зданий в Грузии в течение советского периода. Участниками проекта были архитекторы Г. Чахава и З. Джалгания, инж. Т. Тхилава и А. Кимберг. Затраты на строительство составили 6 млн руб.
В 1981 году проектировщики и строители были награждены премией Совета Министров СССР.
В 2007 году здание было признано национальным памятником архитектуры в соответствии с законами об охране памятников архитектуры. В 2009 году была запланирована реконструкция и расширение уникального здания до 15 600 м², но этот проект не получил продолжения.

## Архитектура
Расположено на западном берегу реки Куры, на крутом спуске с запада на восток. Значительная часть здания поднята над землёй, и под зданием расстилается природный ландшафт, включая маленький ручей. Здание видно издалека, три уходящих на север магистрали проходят мимо него. Входы в сооружение расположены в высоком и низком концах.
Конструкция состоит из пяти горизонтальных, двухэтажных поперечных балок (ригелей), которые выглядят как будто сложенными друг на друга. Три из них проходят в направлении с востока на запад, поперёк к склону, и два — в направлении с севера на юг, вдоль склона. Они опираются на находящиеся внизу ригели.
Горизонтальные двухэтажные балки крепятся на трёх стержнях. В них находятся лестницы и лифты, наивысшее ядро имеет 18 этажей.
Несущие конструкции выполнены из стали и железобетона и опираются на массивную скалу. Здание имеет площадь 10 960 м².
Проект базируется на запатентованном образце, так называемом «городе пространства» (Патент № 1538). Идея состоит в наименьшем использовании поверхности земли, чтобы дать путь флоре существовать под зданием — по аналогии с кроной лесного дерева. Программа основывается на принципе леса, ядра здания соответствуют стволам, ригели кронам дерева. Между землёй и кроной дерева имеются открытые, светлые свободные места. Приложение этого принципа на здание должно способствовать хорошему психическому и физическому самочувствию горожан. Впоследствии Чакава использовал этот принцип в других проектах, которые, однако, не были реализованы.
Идея, что земля остается подо зданием и относительно неприкосновенно существует там, использовалась и другими архитекторами.

### Происхождение идеи и проекты других архитекторов
Дома на опорах с незаполненным первым этажом:
- Дом Наркомфина (архитекторы Моисей Гинзбург и Милинис, Игнатий Францевич).
- Ле Корбюзье (на основе своих впечатлений от дома Наркомфина) со своим «домом на опорах[англ.]» с 1947 года, например, в «Жилой единице».

Дома, нависающие над ландшафтом:
- Фрэнк Ллойд Райт, «Дом над водопадом»
- Гленн Мёркатт со своей концепцией touch the earth lightly.
- Игорь Василевский, Пансионат «Дружба» в Курпатах.
- Современный пример — это Музей на набережной Бранли Жана Нувель, в котором под зданием расположен сад.

Проект тесно связан с разработками русских конструктивистов 1920-х годов. Архитектор Эль Лисицкий с его «горизонтальными небоскрёбами» спроектировал в 1924 году очень похожую структуру, при которой «стержень» здания и офисные площади разбираются в вертикальные и горизонтальные конструктивные элементы. Подобные «горизонтальные небоскрёбы» разрабатывалась в противопоставлении к обычным небоскрёбам.
Здание может быть причислено к брутализму на основе использования бетона и явственной геометричности композиции. Концепция «города пространства» отсылает к структурализму. В поле притяжения этих движений похожие здания возникали и в других странах. Например, работы архитектора Кэндзо Танге — Центр прессы и радиокоммуникаций префектуры Яманаси в Кофу (1967), гимназия префектуры Кагава, офис префектуры Кагава и дом архитектора — или Моше Сафди — Хабитат 67. Также, сооружение может быть причислено к метаболизму, имеются аналогии с башней «Накагин» архитектора Кисё Курокава.